# Nomikai

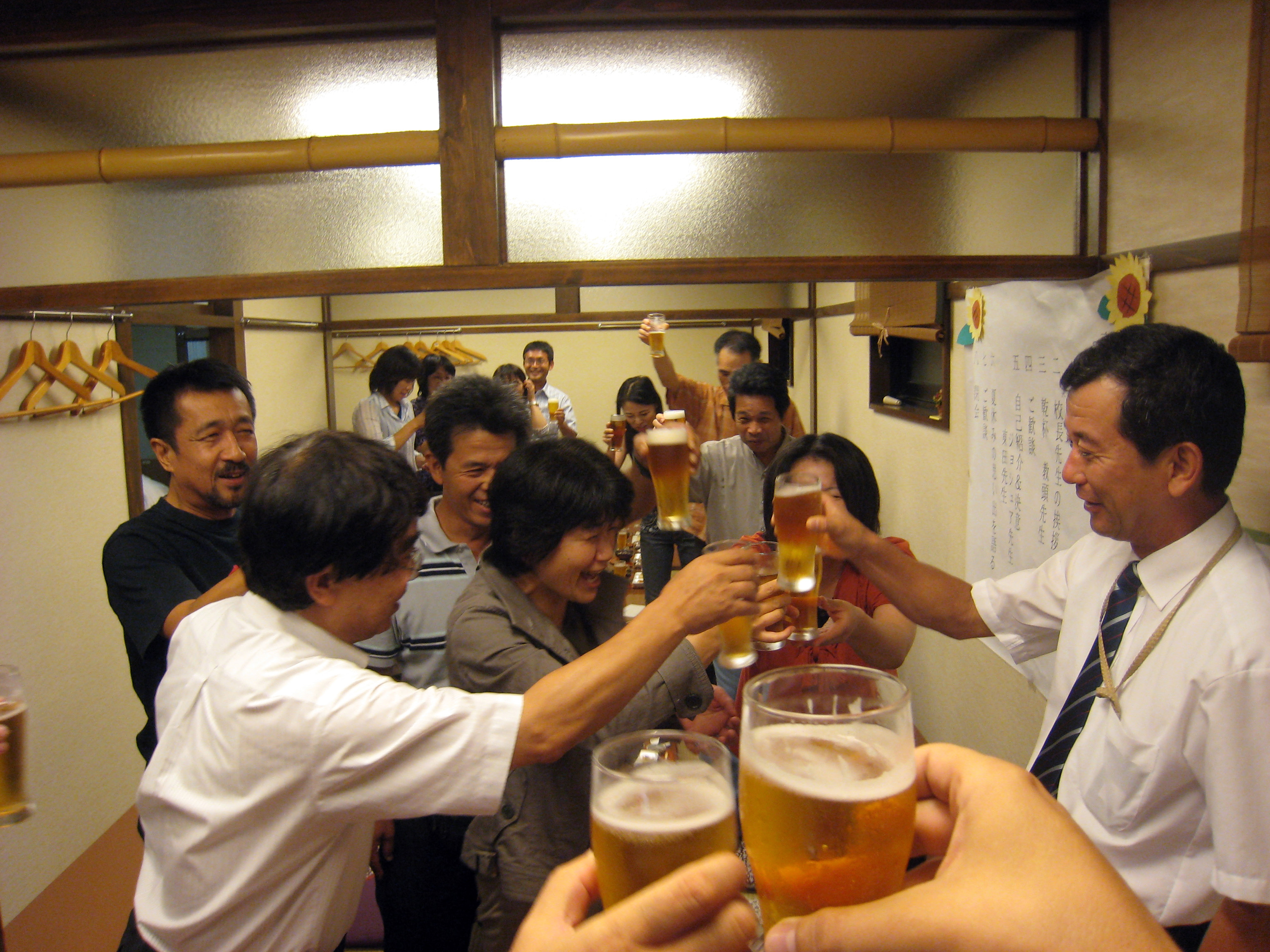
Nomikai

Nomikai (Japans: 飲み会) is een Japans semi-informeel samenkomen van werknemers, meestal werkzaam voor dezelfde afdeling. Ze komen samen na het werk, om gezamenlijk te drinken, te eten en de onderliggende banden te verstevigen. Nomikai worden meestal gehouden in een restaurant of een izakaya en duren 2 tot 3 uur. Hoewel de term wordt geassocieerd met werk, kan een nomikai ook worden gehouden door: vrienden, clubleden, of elke andere denkbare groep mensen. Een nomikai kan worden opgeluisterd door een geisha of een mako als amusement. De drinkfeesten georganiseerd door studenten worden "konpa" (Japans: コンパ) genoemd.

## Naam
Nomikai betekent letterlijk "drinkfeest". Het is een samenstelling van het Japanse werkwoord 飲む nomu dat "drinken" betekent en het zelfstandig naamwoord 会 kai dat "feest" betekent.

## Verplichting
Het bijwonen van een nomikai is niet altijd geheel vrijwillig, de druk om mee te doen is groot en een drankje van de baas weigeren is ongehoord. Een medewerker die de uitnodiging voor een nomikai weigert loopt vrijwel zeker promoties, contracten, en deals mis. Men wil de échte persoon leren kennen in een situatie alwaar het sociaal geaccepteerd is om honne (vrijuit) te kunnen spreken  alvorens een zakendeal aan te gaan of iemand promotie te geven. De medewerker die geen nomikai bijwoont zal in het beste geval blijven op zijn/haar positie. Collega's zouden tevens kunnen gaan vermoeden dat de onwil om deel te nemen ligt besloten in verholen hoogmoed.

## Problemen
De sociale druk om deel te nemen aan een nomikai is erg groot. Japanners die lange dagen werken worden hierdoor geacht om met enige regelmaat ook nog na het werk te gaan drinken met collega's en de baas. De lange dagen, het intensieve alcoholgebruik en de korte nachten leggen extreem veel druk op de deelnemers. Met enige regelmaat kan men dronken salarymen na een nomikai aantreffen op straat; op bankjes in het stadspark; of in het openbaar vervoer alwaar ze hun roes uitslapen.

## Regels
In Japan geldt een strikte hiërarchie op de werkvloer en zijn er veel ongeschreven regels met betrekking tot de omgang met elkaar. Tijdens een nomikai gelden die regels niet meer of in ieder geval veel minder strikt. Zo is in discussie gaan met de baas ineens geen taboe meer. Echter, de rollen van senpai en kōhai blijven wel gelden, men dient te allen tijd zich bewust te zijn van zijn/haar positie in de hiërarchie. Een nomikai is sowieso niet zonder regels.
- De persoon het hoogst in rang zit op de plek die het verst verwijderd is van de deur.
- Men dient niet te drinken of te eten voordat de baas dit doet.
- De nomikai begint met een korte toespraak van de baas of de gastheer.
- Vervolgens klinkt men de glazen met de toost kanpai (Japans: 乾杯; かんぱい); hierbij dient men het glas iets lager te houden dan de baas.
- Na de eerste slok te hebben genomen dient het glas te worden neergezet voor een kort applaus, hierna kan men drinken naar eigen inzicht.
- Bied aan om glazen bij te vullen en borden op te scheppen van hen hoger in rang.
- Word niet te amicaal; spreek niet negatief; roddel niet; laat de mobiele telefoon in de tas; doe niets waarvan je de volgende dag spijt hebt.
- Aan het einde van de nomikai wordt vaak nog een slotwoord gesproken door de baas, waarna men één keer in de handen klapt, de itchōjime (Japans: 一本締め).
- Bedank iedereen voor zijn/haar aanwezigheid en deelname aan de nomikai.
- Bied aan om te betalen maar dring niet aan.
- Bedank de gastheer en de baas voor de nomikai aan het einde van de avond en de volgende keer wanneer je elkaar weer treft.

## Onbeperkt drinken
Tijdens de nomikai is het niet ongewoon wanneer men vraagt om de all-you-can-drink-optie: nomihōdai (Japans: 飲み放題). Voor de duur van 90 of 120 minuten kan er dan onbeperkt worden gedronken tegen een vastgesteld tarief uit een selectie van het drankenassortiment. Drinkwedstrijden tijdens het onbeperkt drinken komen frequent voor.

## Nijikai
Na afloop van de nomikai kan het zijn dat de bezoekers binnen het gezelschap elkaar uitnodigen voor de nijikai (Japans: 二次会), letterlijk betekent het "tweede feest"; het is een afterparty. Deelname is niet verplicht en richt zich meestal op karaoke of andere vormen van amusement.

## Tanende populariteit onder jongeren
Nomikai dienen vooral als sociale activiteit waardoor mensen, vanwege de alchohol, gemakkelijker hun ware aard tonen. Tijdens een nomikai kan men eerlijk zijn, of in ieder geval eerlijker. In de Japanse cultuur ervaart men altijd de strijd tussen Honne en Tatemae, de strijd tussen oprechtheid enerzijds en een façade van sociaal wenselijk gedrag opwerpen anderzijds. Middels alcohol kunnen mensen eenvoudig ertoe worden gebracht hun ware aard te tonen, het wordt gezien als een sociaal smeermiddel. Goed bestand zijn tegen grote hoeveelheden alcohol wordt ook bezien als een bewijs van masculiniteit. Maar het frequente en excessieve gebruik van alcohol is tanende onder jongeren en hierdoor ook de nomikai. Japanners zijn gemiddeld veel minder alcohol gaan consumeren, zelfs zo weinig dat in 2022 de Japanse belastingdienst jongeren heeft opgeroepen meer alcohol te drinken. Vanwege de strenge COVID-19-maatregelen waren geruime tijd nauwelijks inkomsten uit toerisme gegenereerd. Jongeren overhalen meer te drinken, zou de staatskas spekken.